# Де Кейзер, Фабиан
Фабиан де Кейзер (нидерл. Fabian de Keijzer; род. 10 мая 2000, Лёсден, Утрехт) — нидерландский футболист, вратарь клуба «Хераклес».

## Клубная карьера
Де Кейзер — воспитанник клубов «Рода 46» и «Утрехт». 3 декабря 2018 года в поединке против «Ден Босх» Фабиан дебютировал в Эрстедивизи за дублирующий состав последних. 16 января 2022 года в матче против столичного «Аякса» он дебютировал в Эредивизи.
11 августа 2023 года перешёл в «Хераклес», подписав четырёхлетний контракт.

## Международная карьера
В 2017 году в составе юношеской сборной Нидерландов де Кайзер принял участие в юношеском чемпионате Европы в Хорватии. На турнире он был запасным и на поле не вышел.